# Lago Curruhué
Curruhué es un lago ubicado en el departamento Huiliches de la provincia del Neuquén, Argentina. En realidad, se trata de dos lagos, muy cercanos uno del otro: el Curruhué Grande, aguas arriba, y el Curruhué Chico, ubicado aguas abajo del primero. Currhué significa «lugar oscuro».

## Geografía
Los dos lagos son de tipo glacial, y ocupan un estrecho valle perpendicular a la Cordillera de los Andes. Están rodeados de un denso y hermoso bosque andino patagónico, en el que sobresalen poblaciones de lengas y coihues. En ciertas zonas de sus costas, es posible observar algunas de las concentraciones más australes de pehuenes.
La costa sur de ambos lagos es recorrida por una ruta provincial, que lleva a un paso de la frontera con la vecina República de Chile. Por ese camino también se accede a los lagos Epulafquen y Carilafquén.
Están ubicados dentro del parque nacional Lanín, y la flora y fauna locales gozan de un muy buen estado de conservación. El camino por el que se accede a estos lagos es muy angosto y con tramos empinados; por ello no es visitado masivamente, lo que contribuye a la protección del ambiente. En cada uno de los lagos existe un camping, que es el único lugar con alojamiento en la zona. En las Termas de Epulafquen, hacia el oeste, existe un hotel.
En ambos lagos es posible la pesca deportiva de salmónidos, lo que los hace apreciable para pescadores con experiencia, al igual que en el río Curruhué, que drena estos lagos.
Poco al oeste de estos lagos, el camino cruza una formación curiosa: un río de lava petrificada desde mediados del siglo XIX, que ha corrido por una pendiente suave desde el lejano volcán Achén Ñiyeu.